# Australopacifica zebra
Australopacifica zebra is een platworm (Platyhelminthes). De worm is tweeslachtig. De soort leeft in of nabij zoet water.
Het geslacht Australopacifica, waarin de platworm wordt geplaatst, wordt tot de familie Geoplanidae gerekend. De wetenschappelijke naam van de soort werd, als Geoplana zebra, voor het eerst geldig gepubliceerd in 1924 door Schröder.